# Günter Reich (Psychologe)
Günter Reich (* 1952) ist ein deutscher Psychologe.

## Leben
Nach dem Abitur 1970 in Niebüll studierte er von 1970 bis 1977 Psychologie in Göttingen. Nach der Promotion 1986 im Fach Psychologie an der Fakultät für Geistes- und Sozialwissenschaften der Universität Hannover bei Franz Wellendorf leitete er ab 1998 die Ambulanz für Familientherapie und für Essstörungen der Abteilung für Psychosomatische Medizin  und Psychotherapie, Bereich Humanmedizin der Universität Göttingen. Nach dem Abschluss 1988 der Weiterbildung in Psychoanalyse und Psychotherapie am Institut für Psychoanalyse und Psychotherapie, Göttingen, der Approbation 1999 als Psychologischer Psychotherapeut und als Kinder- und Jugendlichenpsychotherapeut entsprechend dem ab dem 1. Januar 1999 geltenden Psychotherapeutengesetz und der Habilitation 2000 an der Medizinischen Fakultät der Universität Göttingen, Erwerb der venia legendi für das Fach „Psychotherapie“ ist er seit 2006 außerplanmäßiger Professor an der Medizinischen Fakultät der Universität Göttingen.

## Schriften (Auswahl)
- mit Silke Kröger: Essstörungen. Gemeinsam wieder entspannt essen. Stuttgart 2015, ISBN 3-8304-6883-0.
- mit Antje von Boetticher: Hungern, um zu leben – die Paradoxie der Magersucht. Psychodynamische und familientherapeutische Konzepte. Gießen 2017, ISBN 3-8379-2443-2.
- mit Antje von Boetticher: Psychodynamische Paar- und Familientherapie. Stuttgart 2020, ISBN 3-17-032305-9.
- mit Silke Kröger: Ess-Störungen in der Familie meistern. Wie gemeinsames Essen wieder entspannt gelingt. München 2022, ISBN 3-442-17944-0.